# Babcock & Brown
Pour les articles homonymes, voir Babcock et Brown.
Babcock & Brown est une entreprise financière australienne (mais également active en Europe et aux États-Unis) qui faisait partie de l'indice S&P/ASX 50. Elle fut liquidée par ses créanciers le 24 août 2009.

## Historique
Basée à Sydney, la banque d'investissement et de conseil comptait, à son apogée, 28 implantations et plus de 1500 employés tout autour du monde. Sa capitalisation s'élevait à 9,1 milliards de dollars US 
En octobre 2008, l'action s'effondre et perd 95 % de sa valeur (99,6 % en décembre 2008) et la capitalisation tombe sous les 50 millions de dollars. Environ 45 % de ces actions étaient contrôlées par le management.
Le 13 mars 2009, l'entreprise est placée sous un régime de protection vis-à-vis de ses créanciers, mais ne parviendra pas à redresser la barre. 